# Jalmenus coelestis
Jalmenus coelestis är en fjärilsart som beskrevs av Drapier 1819. Jalmenus coelestis ingår i släktet Jalmenus och familjen juvelvingar. Inga underarter finns listade i Catalogue of Life.